# Bayan Mahmoud Al-Zahran
Bayan Mahmoud Al-Zahran (Jeddah, Arábia Saudita, 1985) é a primeira mulher a se tornar advogada na Arábia Saudita. Em 2014, fundou o primeiro escritório de advocacia do país formado unicamente por mulheres.

## Carreira
Al-Zahran trabalhou como consultora jurídica por três anos, representando dezenas de clientes em litígios familiares, processos criminais e civis. Seu foco inicial era a violência doméstica mas, posteriormente, estudou os casos de presos por delitos criminais comuns e financeiros.
Em maio de 2013, sua compatriota Arwa Al-Hujaili tornou-se a primeira estagiária em Direito na Arábia Saudita. Em novembro daquele ano, Al-Zahran tornou-se a primeira advogada na história do país. Antes de receber sua licença para advogar, as graduadas em Direito no país só podiam trabalhar como consultoras jurídicas. Representou pela primeira vez um cliente perante o Tribunal Geral, em Jeddah, em novembro de 2013.
Em 1º de janeiro de 2014, Al-Zahran fundou o primeiro escritório de advocacia composto unicamente por mulheres na Arábia Saudita. Ela afirmou que o propósito era levar os problemas das mulheres sauditas perante os tribunais e lutar pelos seus direitos. Mazen Batterjee, Vice-Presidente da Câmara de Comércio de Jeddah, participou da cerimônia de abertura da empresa, felicitando as mulheres, mas advertindo-as para que seguissem a lei da Sharia e restrições judiciais que exigiam que as mulheres usassem o hijab.

## Reconhecimento
A revista árabe Arabian Business, com sede em Dubai, classificou Al-Zahran como a sétima mulher árabe mais poderosa em sua lista de 2015. Naquele ano, também foi nomeada pela Fortune em sua lista dos 50 maiores líderes mundiais.